# Lapeyrugue
Lapeyrugue is een gemeente in het Franse departement Cantal (regio Auvergne-Rhône-Alpes) en telt 103 inwoners (2009).
De plaats maakt deel uit van het arrondissement Aurillac.

## Geschiedenis
Op 3 april 1876 werd de buurgemeente Labasserette opgesplitst waardoor de gemeente Lapeyrugue ontstond.

## Geografie
De oppervlakte van Lapeyrugue bedraagt 8,3 km², de bevolkingsdichtheid is dus 12,4 inwoners per km².
Lapeyrugue is gelegen in een heuvelachtig landschap op 272-735 meter hoogte (gemiddeld 504 meter).
De rivier le goul stroomt door de gemeente Lapeyrugue en fungeert tevens als natuurlijke grens tussen de Cantal en Aveyron
De onderstaande kaart toont de ligging van Lapeyrugue met de belangrijkste infrastructuur en aangrenzende gemeenten.

## Demografie
Onderstaande figuur toont het verloop van het inwonertal (bron: INSEE-tellingen).

Vanwege een beveiligingsprobleem met de MediaWiki Graph-software is het momenteel niet mogelijk deze grafiek weer te geven. Zodra de software is bijgewerkt zal de grafiek vanzelf weer zichtbaar worden.